# Бельфор и Люпен
Бельфор и Люпен (фр. Belfort & Lupin) — французский анимационный сериал, созданный Ти Джей Стели. Трансляция стартует 7 февраля 2025 года на телеканале France 4 и платформе Okoo. Действие происходит в роскошной обстановке Версальского дворца во времена правления Людовика XIV. Сериал повествует о приключениях двух главных героев: Бельфора, изысканного спаниеля, и Люпена, бесстрашного волка. Вместе они образуют необычный дуэт.

## Сюжет
Действие сериала происходит в XVII веке в величественной обстановке Версальского дворца. В фильме фигурирует Белфорт — умный, преданный и элегантный спаниель, любимая собака Короля-Солнца (Людовика XIV). И Люпин, дикий, но щедрый волк, живущий в садах замка.
Вместе они разгадывают тайны, связанные с животными королевского поместья, лавируя между придворными интригами и юмористическими приключениями.
Каждый эпизод предлагает независимый сюжет, развивая при этом общую повествовательную структуру вокруг взаимоотношений между персонажами и тайн, скрытых в садах Версаля.